# Pavol Jurčo (1986)
Pavol Jurčo (* 12. února 1986, Levoča, Československo) je slovenský fotbalový útočník, od léta 2017 bez angažmá. Mimo Slovensko působil na klubové úrovni v České republice.
Jeho otec Pavol Jurčo (* 1963) byl také prvoligovým fotbalistou.

## Klubová kariéra
Svoji fotbalovou kariéru začal ve Spišské Nové Vsi, odkud později přestoupil ještě jako dorostenec nejprve do rakouského SV Horn a následně do MFK Ružomberok. Později zamířil do FC Steel Trans Ličartovce, v roce 2005 klub fúzoval s MFK Košice. V sezoně 2009/10 hostoval v Tatranu Prešov a v lednu 2012 přestoupil do české Viktorie Žižkov. V létě 2012 se dohodl na kontraktu se Zemplínem Michalovce. Před ročníkem 2013/14 odešel na hostování do Dukly Banská Bystrica, po půl roce se o hráče zajímal Ružomberok. Do týmu se nakonec nevrátil a přestoupil do MŠK Žilina.
V červenci 2014 se dohodl na smlouvě s DAC 1904 Dunajská Streda, kde působil do konce roku 2015. Na jaře 2016 hostoval ve druholigovém mužstvu FC VSS Košice.
V červenci 2016 přestoupil po testech z DACu do slezského klubu MFK Karviná, nováčka nejvyšší české ligy v sezóně 2016/17. Za Karvinou skóroval v lize hned v prvním kole 30. července 2016 v utkání proti FK Jablonec, jeho dva góly však k vítězství nevedly, neb soupeř dokázal zvrátit stav na konečných 3:5 z pohledu slezského týmu. V červnu 2017 ve slezském týmu skončil a stal se volným hráčem.